# Francisco Perillo
Francisco Perillo (Rossano, Calábria, Itália, 26 de outubro de 1840 — Cidade de Goiás, GO, 5 de agosto de 1924) foi um político italiano constituído no Brasil.
No ano de seu nascimento, a Itália ainda não havia sido unificada. Portanto, o território onde nasceu Francisco ainda se chamava Reino das Duas Sicílias e era comandado pelo Rei Fernando II das duas Sicílias, da dinastia Bourbon da Espanha.
Vida Política e Parlamentar
Deputado Estadual, 1ª Legislatura (1892-1894);
Deputado Estadual, 2ª Legislatura (1895-1897);
Intendente (Prefeito) Município da Capital, (1895-1897);
Deputado Estadual, 3ª Legislatura (1898-1900); Presidente da Câmara, 1898, 1899 e 1900;
Senador Estadual, 4ª Legislatura (1901-1904); eleito em dezembro de 1902
Senador Estadual, 5ª Legislatura (1905-1908); Vice-Presidente do Senado, 1905; Presidente do Senado Estadual, 1907;
Senador Estadual, 6ªLegislatura (1909-1912); Vice-Presidente do Senado, 1910, 1911 e 1912;
Senador Estadual, 7ªLegislatura (1913-1916); Vice-Presidente do Senado, 1913, 1914 e 1915;

## Vida Pessoal
Filho de Genaro Perillo e Ana Maria Perillo.Cônjuge de Emília Félix Leão, também conhecida como Emília Felix Perillo, com quem teve 7 filhos: Francisco Perillo Jr (deputado estadual; senador estadual); José Perillo; Rafael Perillo (Comerciante e escrivão da recebedoria); Antonio Perillo (deputado estadual, secretário de estado); Filomena Perillo Salles; João Perillo; Luiz Perillo (deputado estadual).

## Outras Informações
Vice-Cônsul da Itália no Brasil, filiado ao Partido Liberal, Império e membro do Partido Republicano, 1896.